# Otto Maag
Otto Maag (* 28. September 1885 in Heidelberg; † 12. Dezember 1960 in Basel) war ein Schweizer Pfarrer, Librettist, Redaktor und Musikschriftsteller.

## Leben und Werk
Otto Maag war ein Sohn des Johann und der Anna, geborene Steinbach. Zudem war er ein Neffe der Dirigenten-Brüder Fritz Steinbach und Emil Steinbach (1849–1919).

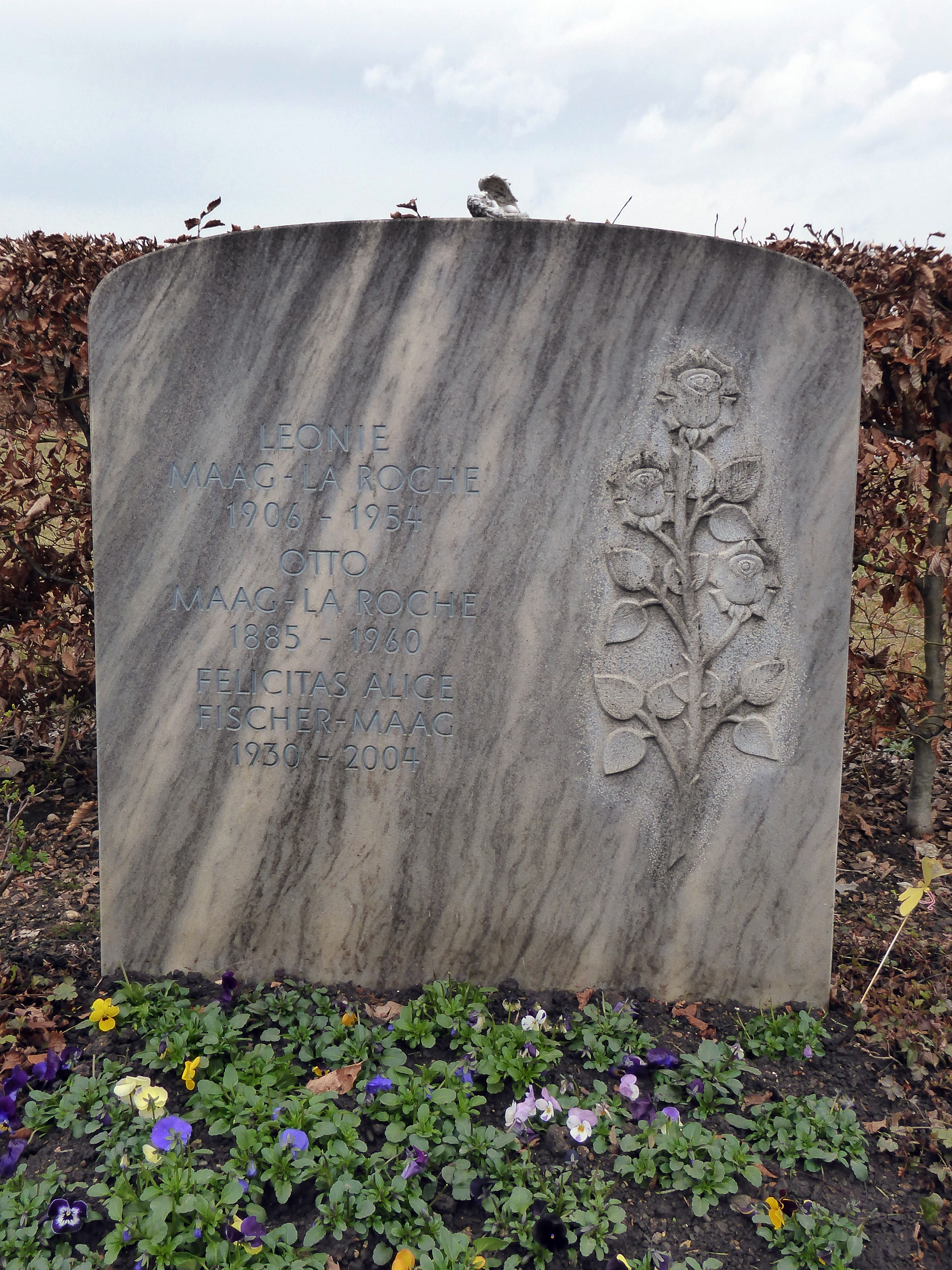
Grab auf dem Basler Friedhof am Hörnli

Maag studierte in Heidelberg und Berlin Theologie und nahm daneben Bratschen- und Gesangsunterricht. Nach dem Studium war er von 1912 bis 1914 in Heidelberg als Pfarrer sowie von 1914 bis 1918 an verschiedenen Orten in Deutschland als Feldprediger tätig. 1927 übersiedelte er nach Basel und war von 1932 bis 1958 Musikredaktor der Basler National-Zeitung. Deren Wochenbeilage Kulturspiegel betreute er bis an sein Lebensende.
Maag schrieb für zahlreiche Musik-Fachzeitschriften sowie für den Nebelspalter und den Beobachter. Als Publizist verfasste Maag u. a. eine Essaysammlung mit dem Titel Die gepanzerte Nachtigall (1928), Anekdoten Von Musik, Theater und andern Künsten (1958) und den Gedichtband Kostbares Erbe (1947).
Als Verfechter der klassischen Operette bearbeitete Maag einige Opern- und Operettenlibretti. So hatte er grossen Erfolg mit der Märchenoper Schneewittchen. Deren Uraufführung fand 1941 am Stadttheater Basel statt und wurde von fast allen Stadttheaterbühnen der Deutschschweiz gespielt. Maag schrieb zudem die Vorlage zum Ballett L’Indifférent. Die Uraufführung fand 1947 am Stadttheater Basel statt. Zudem veröffentlichte er literarische Werke, etwa Von Musik, Theater und andern Künsten (1958).
Otto Maag war mit der Tochter des Basler Bankiers Robert La Roche (1877–1946), Leonie Elisabeth (1906–1954), verheiratet. Ihre Kinder waren Felicitas Alice (1930–2004) und Peter Maag. Ihr Enkel ist der in Italien lebende Kinderbuchautor Georg Maag.
Maag fand seine letzte Ruhestätte auf dem Friedhof am Hörnli.